# Andreas Thom (Schriftsteller)
Andreas Thom (* 11. Mai 1884 in Wien; † 25. Juni 1943 in Mooskirchen, Steiermark; geboren als Rudolf Csmarich) war ein österreichischer Schriftsteller und Volksschullehrer.

## Leben und Werk
Andreas Thom arbeitete von 1903 bis zum Jahr 1934 als Volksschullehrer in Wien. Zwischen den Jahren 1918 und 1923 war er auch als Lektor des Verlags Ed. Strache tätig. Er gehörte zum engeren Kreis des österreichischen Malers und Schriftstellers Albert Paris Gütersloh und pflegte darüber hinaus Freundschaften mit den Malern Anton Faistauer und Egon Schiele sowie dem Schriftsteller Ferdinand Bruckner.
Eine erste Erzählung unter dem Titel Lindeleid von Andreas Thom wurde 1913 im deutschen Publikumsverlag Rütten & Loening veröffentlicht. Mit dem Roman Ambros Maria Baal, der 1918 im Verlag Die Wende in Berlin erschien, feierte er als Schriftsteller seinen Durchbruch. Es folgten in den 1920er und 1930er Jahren zahlreiche weitere Romane wie Rufus Nemian, publiziert vom Rowohlt Verlag,  Noch spielt ein Kind, Triumph der Liebe, Das Sylvesterkind oder Die ungleichen Geliebten beim Paul Zsolnay Verlag sowie einige Theaterstücke.
Andreas Thom verstarb an einem Herzinfarkt und wurde auf dem Gersthofer Friedhof bestattet.

## Schriften (Auswahl)

### Einzelbände
- Lindeleid. Erzählung, Rütten & Loening, Frankfurt am Main 1913.
- Ein Kinderbuch. Kinderbuch. Kiepenheuer, Weimar 1915.
- Ambros Maria Baal. Roman. Die Wende, Berlin 1918.
- Freundschaft. Eine Knabengeschichte. Erzählung. Strache, Wien 1920.
- Baals Anfang. Erzählung. Die Wende, München 1920 (Digitalisat).
- Rufus Nemian. Roman. Rowohlt, Berlin 1921.
- Vorlenz, der Urlauber auf Lebenszeit und Brigitte, die Frau mit dem schweren Herzen. Roman. Zsolnay, Wien 1930
- Noch spielt ein Kind. Roman. Zsolnay, Berlin 1934
- Triumph der Liebe. Roman. Zsolnay, Berlin 1935
- In der stillen Nebengasse. Volksstück in 5 Bildern. Zsolnay, Wien 1935.
- Das Sylvesterkind. Roman. Zsolnay, Berlin 1936.
- Die ungleichen Geliebten. Roman. Zsolnay, Berlin 1938.
- Leute vom Grund. Volksstück in 5 Bildern. Theaterverlag Eirich, Wien 1941.

### Beiträge in Anthologien
- Emil Alphons Rheinhardt (Hrsg.): Die Botschaft. Neue Gedichte aus Österreich. Anthologie. Ed. Strache, Wien 1920.